# Крајпуташи Поповићима у Горачићима
Крајпуташи Поповићима у Горачићима (Општина Лучани) налазе се у селу Горачићи на падинама планине Јелице. Споменици припадају типу крајпуташа−кенотафа. Подигнути су војницима палим у Првом светском рату.

## Опис споменика
Крајпуташи су у облику вертикалних плоча од пешчара, надвишени крстовима. Украшени су скромним линеарним урезима. На бочним странама приказане су војничке пушке. Споменици су добро очувани, обојени у плаво, са урезима у сребрној и браон боји.

## Епитафи
Крајпуташ Саву Поповићу (†1915)
САВА ПОПОВИЋ
из Горачића
војник 2 чете 1 батаљона
10 пука 2 позива
поживи 39 год.
а погибе 17 октобра 1915 год.
на Тресибаби
тамо је сарањен.
Бог да му душу прости.
Спомен сподижу
унук Милош унука Драгојла.

Крајпуташ Радоици Поповићу (†1915)
РАДОИЦА ПОПОВИЋ
из Горачића
војник 1 чете 1 батаљона
10 пука 1 позива
поживи 27 год.
а у рату погибе 1915. год.
Бог да му душу прости...
Спомен сподижу
синовац Никола
сна Настасија
унук Милош и унука Драгојла.

Крајпуташ Владимиру Поповићу (†1915)
ВЛАДИМИР ПОПОВИЋ
из Горачића
поживи 18 год. а умро 1915 год.
у Приштини као интерниран од Аустријанаца
и тамо је сарањен.
Бог да му душу прости.
Спомен му сподижу
синовац Никола
сна Настасија
унук Милош унука Драгојла.